# Antitrinitarizmus
Az antitrinitarizmus magában foglal minden olyan keresztény hitrendszert, amely részben vagy teljes egészében elutasítja  a kereszténység fő áramlatának a Szentháromságról alkotott dogmáját, az ún. nikaia–konstantinápolyi hitvallást. Többféle formája van.
A másik két fő ábrahámi vallás, az iszlám és a judaizmus szintén elutasítja a kereszténység Szentháromság-tanát.

## Formái
Az antitrinitarizmus hívei nagyjából három különböző csoportba sorolhatók:
- Vannak, akik tagadják Jézus istenségét, ehelyett hiszik, hogy Isten egy küldötte vagy prófétája volt. Ezt a nézetet vallották az ősi közösségek, mint például az ebioniták, vagy az újkortól az unitarizmus követői. Ezzel egy rokon nézet volt az ariánusoké, amelyet a dominánssá vált egyház szintén elutasított, és eretneknek nyilvánították őket. Az a meggyőződés, hogy Jézus mennyei, de teremtett lény, akit az Atya elsőként teremtett, is ide sorolható (→ Jehova Tanúi).[3]
- Mások úgy vélik, hogy az Atya, Jézus és a Szentlélek egyszerűen Isten három megnyilvánulása, és egyáltalán nem különálló személyek. Ez az ókorban szabellianizmus néven ismert doktrína volt. Ilyen nézetre példa ma az Egység Pünkösdizmus.
- A mormonizmuson belül számos felekezet (köztük a legnagyobb, Az Utolsó Napok Szentjeinek Jézus Krisztus Egyháza ) elfogadja Jézus istenségét, de úgy vélik, hogy a Szentháromság három személye világosabban elkülönülő entitás, mint a hagyományos keresztény szentháromságos felfogás.[4] Néhány kritikus ezt a nézetet a kereszténységen belül triteizmusként (wd) jellemezte.

## A Szentháromság állítólagos pogány alapja
Az antitrinitáriusok mondják, hogy nézeteik gyökerei messzebbre nyúlnak vissza, mint a Szentháromság-tan híveié. Különféle nézetek léteztek Jézus korától kezdve. Egyes ősi közösségek, például az ebioniták mondták, hogy Jézus nem „Isten Fia”, hanem egy hétköznapi ember, aki próféta volt.
Az adopcianizmus, a szabellianizmus és az arianizmus szintén a Szentháromság tanának elfogadása előtt már léteztek.
Sok antitrinitárius régóta állítja, hogy a Szentháromság-tan a pogány hagyományokból kölcsönzött keresztény nézetek egyik kiváló példája. Megjegyzik, hogy már Babilóniában is általános volt az istenek hármasban vagy triászokban való imádása (An–Enlil–Enki), és ez az ókori Egyiptomban, majd Görögországban, Rómában (Jupiter–Juno–Minerva), de az ókori hindu vallásban (Trimúrti) is kimutatható. Nézetük szerint a zsidó szigorú egyistenhit nagyon korán elveszett az egyház történetében, a pogány eszmékhez való alkalmazkodás révén, és a helyébe a Szentháromság „érthetetlen” tana került.
Az apostolok halála után a pogány nézetek elkezdtek beépülni a kereszténységbe. Egyes antitrinitáriusok közvetlen kapcsolatot mondanak a keresztény Szentháromság-tan és az alexandriai egyiptomi teológia között. Állítják, hogy Egyiptom pogány vallási örökségét is beépítették a kereszténységbe. Az egyházat azzal vádolják, hogy átvette az egyiptomi eredetű tantételeket, amikor a görög filozófia segítségével adaptálta őket a keresztény gondolkodáshoz. Ennek bizonyítékaként rámutatnak a kereszténység és a platóni filozófia széles körben elismert szintézisére, amely a 3. század végén megjelenő trinitárius formulákban nyilvánul meg. A konstantini korszaktól kezdve ezeket a pogány eszméket bevitték az egyházba, ahogy a katolikus doktrína a hellenizmus talaján meggyökerezett.

## Szentháromság-tagadó közösségek

### Nagyobb egyházak, közösségek
- Egység Pünkösdizmus (Csak Jézus mozgalom), a 2010-es években világszerte kb. 30 millió hívővel rendelkeznek.[5]
- Utolsó Napi Szentek J.K. Egyháza,
- Jehova Tanúi,
- La Luz del Mundo,
- Iglesia ni Cristo

### Kisebb közösségek
Számos más kisebb csoport is létezik, köztük 
- Krisztadelfiánusok,[6]
- Boldogságos Remény Egyháza,
- Keresztény Tudomány,[6]
- számos mormon közösség,[6]
- Egyesítő Egyház,[2][6]
- Hajnal Bibliakutatók Egyesülete,
- Jahve Gyülekezetei,
- az unitárius keresztények,
- messiási zsidóság,[7]
- ezoterikus kereszténység,
- The Way International,
- az Élő Isten Egyháza,
- Christian Disciples Church,
- Nemzetközi Isten Egyháza tagjai,[6]
- Philadelphia Church of God,
- The Church of God International,
- United Church of God,
- Church of God General Conference,
- Restored Church of God,
- God of the Faith of Abraham.

### Történelmi közösségek
- különféle gnosztikus csoportok azt tartották, hogy Krisztus egy mennyei eón, de nem egy az Atyával.
- adopcianizmus,
- szubordinatiánusok
- ebioniták,
- alogoszok,
- ariánusok,
- monarchianisták,
- patripassziánok,
- modalisták (szabellianizmus),
- katharok
- Lengyel testvérek (szociniánusok)
- unitáriusok
- sékerek
- Nagy-Britanniában a nonkonformisták, disszenterek, a latitudináriusok [8]
- duhoborok,[2]
- molokánok.[2]

## Neves személyek
A Szentháromság-tant tagadó neves személyek:
- Arius
- Pál antiochiai pátriárka
- Szervét Mihály (a spanyol inkvizíció és Kálvin követői is üldözték)
- Fausto Paolo Sozzini
- Dávid Ferenc
- Isaac Newton [2]
- John Locke [2]
- Thomas Jefferson [2]
- Joseph Priestley [2]
- James Madison [2]
- Neville Chamberlain [2]
- Ralph Waldo Emerson [2]